# Ritratto di Adele Bloch-Bauer I
Il Ritratto di Adele Bloch-Bauer è un dipinto a olio su tela (138×138 cm) di Gustav Klimt realizzato nel 1907. Primo di due dipinti omonimi, è considerato come l'ultimo – nonché il più rappresentativo – del suo "periodo dorato".
Dopo essere stata rubata dai nazisti insieme a tutti gli averi della famiglia Bloch-Bauer, l'opera fu rivendicata decenni dopo dalla nipote di Adele, scampata alla persecuzione degli ebrei, che riuscì infine a tornare in possesso del dipinto solo in seguito ad una procedura legale, raccontata nel film Woman in Gold. Dopo essere stata acquistata da Ronald Lauder nel 2006 per 135 milioni di dollari, l'opera mantenne, durante quel periodo e per quattro mesi, il primato di dipinto più costoso del mondo.

## Storia

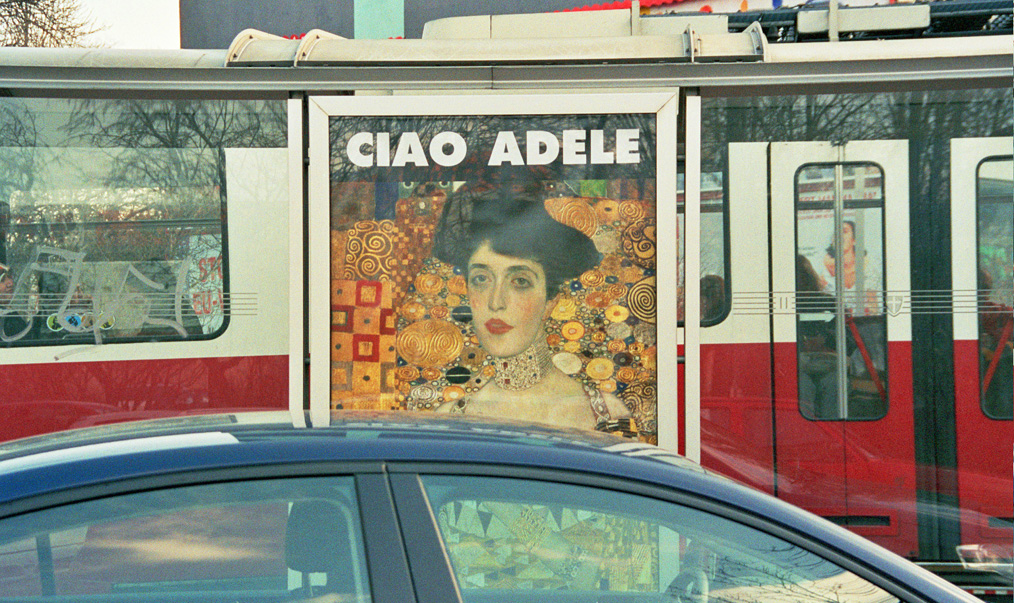
Manifesto affisso a Vienna in seguito alla restituzione dell'opera a Maria Altmann

Dopo che il dipinto venne realizzato a Vienna, Adele chiese al marito Ferdinand Bloch-Bauer di donarlo (assieme ad altre opere di Klimt in suo possesso) alla Österreichische Galerie Belvedere dopo la sua morte. Quando la Germania nazista annetté l'Austria nel 1938, il marito, rimasto vedovo, dovette fuggire dall'Austria per rifugiarsi in Svizzera. La sua proprietà, che comprendeva anche i suoi dipinti realizzati da Klimt, venne quindi confiscata. Nel suo testamento del 1945 Ferdinand Bloch-Bauer designò il suo patrimonio ai propri nipoti, includenti Maria Altmann.
Mentre i dipinti di Bloch-Bauer rimasero in Austria, il governo austriaco sottolineò che, secondo il testamento di Adele, dovevano rimanere in quella nazione. Dopo una lunga battaglia legale avvenuta in Austria e negli Stati Uniti (nota come Republic of Austria v. Altmann), una corte di giudici stabilì, nel 2006, che Maria Altmann era la legittima proprietaria del ritratto di Adele e di altre quattro opere di Klimt. 
Durante il mese di giugno del 2006, le opere di Klimt vennero vendute dalla Christie's a Ronald Lauder per 300 milioni di dollari (il Ritratto di Adele Bloch-Bauer fu valutato per 135 milioni di dollari). Un mese più tardi, il ritratto venne esposto permanentemente nella Neue Galerie di New York di Lauder, come richiesto da Maria Altmann. Sulla vicenda sono state tratte diverse opere cinematografiche, tra cui il film Woman in Gold (2015), diretto da Simon Curtis, e i documentari Adele's Wish e Stealing Klimt.

## Descrizione

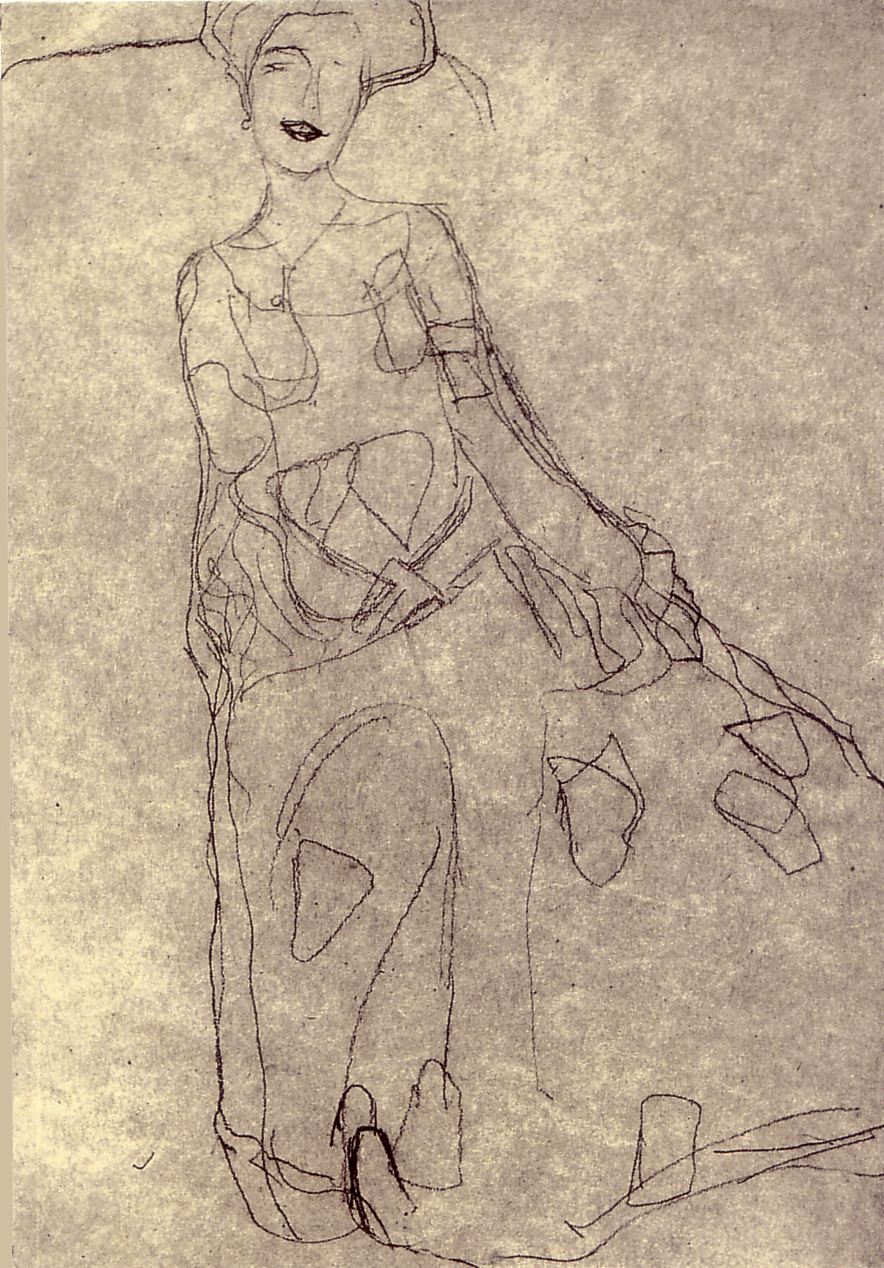
Bozzetto preparatorio per la figura di Adele

L'opera, di formato perfettamente quadrato (138×138 cm), ritrae Adele Bloch-Bauer: si tratta della figlia dell'imprenditore Maurice Bauer, poi convolata a nozze con il figlio del barone Bloch, un importantissimo industriale dello zucchero grazie al quale consacrò la propria affermazione sociale. Il Ritratto di Adele Bloch-Bauer I è una delle tele più significative e celebri del cosiddetto «periodo d'oro», quella fase artistica klimtiana che presenta per l'appunto un intenso utilizzo del colore oro, che qui con la sua lucentezza inonda l'intera tela.
Adele nell'opera è incastonata in uno sfondo vibrante di luce, che sembra il riverbero del fulgore dell'oro che, nell'eliminare ogni effetto di profondità spaziale, crea uno stile spiccatamente bidimensionale. Gli unici elementi stilistici a resistere al fulgore dell'oro, e a rimanere lievemente tridimensionali, sono le mani, lo scollo ed il volto della donna, pervaso da un inestricabile intreccio di erotismo e caducità della vita: il conflitto tra eros e thanatos venne vissuto profondamente da Klimt, che lo traspose su pittura anche in altre opere, quali Giuditta I e Giuditta II.
Adele, infatti, in questo dipinto è una femme fatale, resa tale dalla luminosità della pelle diafana, dall'intreccio nervoso delle mani, dalla bocca rossa e socchiusa. Seduta su una poltrona, la donna indossa un abito in cui Klimt infonde tutta la forza espressiva del suo decorativismo allegorico e simbolico: nella veste, infatti, è ripetuta diverse volte la simbologia dell'occhio di Horo, desunta dalla religione egizia.
L'abito, inoltre, è brulicante di preziosismi bizantineggianti, che si manifestano sotto forma di curve, quadrati di vari colori e dimensioni, mezzelune e triangoli. Pur presentando questa particolare grammatica visiva, il vestito si fonde armoniosamente con la poltrona (rivestita invece di forme spiraliformi), dando vita così a una vera e propria cascata ornamentale; similmente accade per la parete e il pavimento, che non si unificano solo per via della presenza di un sottile zoccolo a scacchi.
In questo modo, Adele viene trasformata da Klimt in un idolo pagano, avvolto da un'atmosfera di atemporalità e di estraneazione dal mondo; tale effetto è accresciuto dal fulgore dell'oro, per via del quale l'opera cessa quasi di essere un dipinto, assurgendo a dignità di gioiello.